# بيلي ستاك
بيلي ستاك (بالإنجليزية: Billy Stack)‏ هو لاعب كرة قدم بريطاني في مركز نصف الجناح، ولد في 17 يناير 1948 في ليفربول في المملكة المتحدة. لعب مع كريستال بالاس.